# Mangere United SC
Der Mangere United Soccer Club ist ein neuseeländischer Fußballklub mit Sitz in South Auckland.

## Geschichte
Der Klub wurde im Jahr 2000 gegründet. Die erste Fußball-Mannschaft stieg schnell bis zur Saison 2003 in die NRFL Division 1 auf. Von der Saison 2004 bis 2006 spielte man dann sogar in der NRFL Premier, welche heute die Northern League ist.
Das beste Ergebnis im Chatham Cup, war jeweils ein Einzug in die 5. Runde in den Ausgaben 2002 und 2004, womit man sich unter die 16 besten Mannschaften des Landes platzierte.
Im Jahr 2018 tat man sich mit dem Manukau City AFC zusammen, um gemeinsam den Manukau United FC zu gründen, welcher seitdem die erste Männer-Mannschaft in der höchsten Verbandsliga stellt. Seitdem konzentriert sich der Klub auf die Frauen- und Jugendmannschaften und weitere Teams.